# Coppa dei Campioni 1986-1987 (hockey su pista)
La Coppa dei Campioni 1986-1987 è stata la 22ª edizione della massima competizione europea di hockey su pista riservata alle squadre di club. Il torneo ha avuto inizio il 7 marzo e si è concluso il 23 giugno 1987.
Il titolo è stato conquistato dagl Liceo La Coruña per la prima volta nella sua storia.

## Squadre partecipanti
| Nazione        | Club             | Città        | Qualificazione                                                                    |
| -------------- | ---------------- | ------------ | --------------------------------------------------------------------------------- |
| Francia        | Coutras          | Coutras      | 1º in 1ere Division 1986, campione di Francia                                     |
| Germania Ovest | Iserlohn         | Iserlohn     | 1º in 1 Bundesliga 1986, campione di Germania Ovest                               |
| Inghilterra    | Southsea         | Portsmouth   | 1º in Roller Hockey Premier League 1986, campione d'Inghilterra                   |
| Italia         | Amatori Vercelli | Vercelli     | 2º in Serie A1 1985-1986, vince i play-off, campione d'Italia                     |
| Paesi Bassi    | Dennenberg       | Valkenswaard | 1º in 1ª Klasse 1986, campione dei Paesi Bassi                                    |
| Portogallo     | Benfica          | Lisbona      | 2º in 1ª Divisão 1985-1986                                                        |
| Portogallo     | Porto            | Porto        | Campione d'Europa in carica e 1º in 1ª Divisão 1985-1986, campione del Portogallo |
| Spagna         | Liceo La Coruña  | La Coruña    | 1º in División de Honor 1985-1986, campione di Spagna                             |
| Svizzera       | Montreux         | Montreux     | 1º in Lega Nazionale A 1986, campione di Svizzera                                 |

## Risultati

### Primo turno
| Squadra 1 | Totale | Squadra 2  | Andata | Ritorno |
| --------- | ------ | ---------- | ------ | ------- |
| Iserlohn  | 4 - 15 | Dennenberg | 2 - 9  | 2 - 6   |

### Quarti di finale
| Squadra 1        | Totale | Squadra 2 | Andata | Ritorno |
| ---------------- | ------ | --------- | ------ | ------- |
| Amatori Vercelli | 19 - 3 | Coutras   | 11 - 0 | 8 - 3   |
| Dennenberg       | 20 - 4 | Southsea  | 12 - 4 | 8 - 0   |
| Liceo La Coruña  | 23 - 2 | Montreux  | 10 - 1 | 13 - 1  |
| Porto            | 16 - 4 | Benfica   | 13 - 1 | 3 - 3   |

### Semifinali
| Squadra 1        | Totale | Squadra 2       | Andata | Ritorno |
| ---------------- | ------ | --------------- | ------ | ------- |
| Amatori Vercelli | 3 - 13 | Liceo La Coruña | 3 - 4  | 0 - 9   |
| Dennenberg       | 4 - 16 | Porto           | 2 - 5  | 2 - 11  |

### Finale
| Squadra 1 | Totale | Squadra 2       | Andata | Ritorno |
| --------- | ------ | --------------- | ------ | ------- |
| Porto     | 5 - 8  | Liceo La Coruña | 2 - 4  | 3 - 4   |

#### Andata
| Porto 13 giugno 1987 | Porto | 2 – 4 | Liceo La Coruña | Pavilhão Rosa Mota |

#### Ritorno
| La Coruña 23 giugno 1987 | Liceo La Coruña | 4 – 3 | Porto |  |